# Président de l'Assemblée législative de la Nouvelle-Écosse
Le président de l'Assemblée législative de la Nouvelle-Écosse préside des délibérations de l'Assemblée législative de la Nouvelle-Écosse depuis 1758. 
Le président préside les travaux de l'Assemblée législative, veille au maintien de l'ordre et des règles de débat en accord avec les règlements et usages en chambre. Il veille également à ce que tous les points de vue puissent être entendus en chambre. 
Le président ne prend pas part aux débats et est habileté à voter seulement lorsqu'une égalité des voix survient.
Seul représente de la chambre, ses décisions ne sont pas débattables ou sujettes à être mise en appel.

## Présidents de l'Assemblée législative de la Nouvelle-Écosse
- Robert Sanderson (1758–1759)
- William Nesbitt (1759–1784)
- Thomas Cochran (1784–1785)
- Sampson Salter Blowers (1785–1789)
- Richard John Uniacke (1789–1793)
- Thomas Henry Barclay (1793–1799)
- Richard John Uniacke (1799–1805) 2e
- William Cottnam Tonge (1805–1806)
- Morris Wilkins, Conservateur (1806–1818)
- Simon Bradstreet Robie, Conservateur (1818–1824)
- Samuel George William Archibald, Réformiste (1824–1840)
- Joseph Howe, Réformiste (1840–1843)
- William Young, Réformiste (1843–1855)
- Stewart Campbell, Libéral (1855–1863)
- John Chipman Wade, Conservateur (1863–1867)
- John Joseph Marshall, Conservateur (1867–1870)
- Jared C. Troop, Réformiste anti-confédéré (1870–1874)
- John Barnhill Dickie, Libéral (1874–1875)
- Mather Byles DesBrisay, Libéral (1875–1876)
- Isaac N. Mack, Libéral (1877–1878)
- Ebenezer Tilton Moseley, Libéral-conservateur, (1878–1882)
- Angus McGillivray, Libéral (1882–1886)
- Michael Joseph Power, Libéral (1886–1894)
- Frederick Andrew Laurence, Libéral (1894–1901)
- Thomas Robertson, Libéral (1902–1903)
- Frederick Andrew Laurence, Libéral (1903–1904)
- Edward Matthew Farrell, Libéral (1905–1910)
- George Everett Faulkner, Libéral (février 1910 – mai 1911)
- James F. Ellis, Libéral (1911–1917)
- Robert Irwin, Libéral (1917–1925)
- Albert Parsons, Libéral-conservateur (1926–1928)
- Daniel George McKenzie, Libéral-conservateur (1929–1933)
- Lindsay C. Gardner, Libéral (1934–1938)
- Moses Elijah McGarry, Libéral (1939–1940)
- Gordon E. Romkey, Libéral (1940–1953)
- John Smith MacIvor, Libéral (1954–1956)
- W. S. Kennedy Jones, Progressiste-conservateur (1957–1960)
- Harvey Veniot, Progressiste-conservateur (1961–1968)
- G. H. (Paddy) Fitzgerald, Progressiste-conservateur (1969–1970)
- George M. Mitchell, Libéral (1970–1973)
- James L. Connolly, Libéral (1973–1974)
- Vincent MacLean, Libéral (1974–1976)
- George Doucet, Libéral (1977–1978)
- Ronald Russell (1978–1980), Progressiste-conservateur 1re
- Arthur R. Donahoe, Progressiste-conservateur (1981–1991)
- Ronald Russell, Progressiste-conservateur (1991–1993) 2e
- Paul MacEwan, Libéral (1993–1996)
- Wayne Gaudet, Libéral (1996–1997)
- Gerry Fogarty, Libéral (1997–1998)
- Ronald Russell, Progressiste-conservateur (1998–1999) 3e
- Murray Scott, Progressiste-conservateur (1999–2006)
- Cecil Clarke, Progressiste-conservateur (2006–2007)
- Alfie MacLeod, Progressiste-conservateur (2007–2009)
- Charlie Parker, Néo-démocrate (2009–2011)
- Gordie Gosse, Néo-démocrate (2011–2013)
- Kevin Murphy, Libéral (2013-2021)
- Keith Bain, Progressiste-conservateur (2021-2023)
- Karla MacFarlane, Progressiste-conservateur (2023-2024)
- Danielle Barkhouse, Progressiste-conservateur (2024-)